# تپه اطراف شهر سوخته ۳۲۶
تپه اطراف شهر سوخته شماره ۳۲۶ مربوط به هزاره سوم قبل از میلاد است و در شهرستان زابل، بخش شیب آب، دهستان لوتک، روستای حومه شهر سوخته، ۲۲/۹۵۰ کیلومتری جنوب غرب پایگاه باستان‌شناسی واقع شده و این اثر در تاریخ ۲۸ اسفند ۱۳۸۵ با شمارهٔ ثبت ۱۸۹۵۹ به‌عنوان یکی از آثار ملی ایران به ثبت رسیده است.